# Scaphoidula cingulata
Scaphoidula cingulata är en insektsart som beskrevs av Henry Fairfield Osborn 1923. Scaphoidula cingulata ingår i släktet Scaphoidula och familjen dvärgstritar. Inga underarter finns listade i Catalogue of Life.